# Vlaams Parlement (samenstelling 2024-2029)
De samenstelling van het Vlaams Parlement voor de legislatuurperiode 2024-2029 is als volgt.
Deze legislatuur volgt op de legislatuur 2019-2024 en kwam er na de Vlaamse verkiezingen van 9 juni 2024. Daarbij won het Vlaams Belang 8 zetels, Vooruit 6 zetels, PVDA 5 zetels en de nieuwe partij Team Fouad Ahidar één zetel. N-VA verloor 4 zetels, maar bleef de grootste in stemmenaantal en met 31 zetels even sterk vertegenwoordigd als VB. Open Vld, CD&V en Groen verloren elk ook zetels.
De installatievergadering van het Vlaams Parlement vond plaats op dinsdag 2 juli 2024 en werd voorgezeten door Filip Dewinter (Vlaams Belang), het langst zetelende parlementslid, die in deze taak werd bijgestaan door de twee jongste parlementsleden, Amina Vandenheuvel (PVDA) en Mercina Claesen (Vlaams Belang), die optraden als secretaris.

## Samenstelling

### Fracties
| Fractie | Fractie           | Zetels begin v/d legislatuur | Huidig aantal zetels |
| ------- | ----------------- | ---------------------------- | -------------------- |
|         | N-VA              | 31                           | 31                   |
|         | Vlaams Belang     | 31                           | 31                   |
|         | Vooruit           | 18                           | 18                   |
|         | CD&V              | 16                           | 16                   |
|         | PVDA              | 9                            | 9                    |
|         | Groen             | 9                            | 9                    |
|         | Open Vld          | 9                            | 8                    |
|         | Team Fouad Ahidar | 1                            | 1                    |
|         | Onafhankelijk     | 0                            | 1                    |

### Zetelverdeling per partij en kieskring
De zetelverdeling naar provinciale herkomst is als volgt. Ten opzichte van 2019 kreeg de kieskring Vlaams-Brabant er één zetel bij en verloor de kieskring West-Vlaanderen er een.
| Partij | Partij            | West-Vlaanderen | Oost-Vlaanderen | Antwerpen | Limburg | Vlaams-Brabant | Brussel-Hoofdstad | Totaal |
| ------ | ----------------- | --------------- | --------------- | --------- | ------- | -------------- | ----------------- | ------ |
|        | CD&V              | 4               | 3               | 3         | 3       | 3              | 0                 | 16     |
|        | Groen             | 1               | 2               | 2         | 0       | 2              | 2                 | 9      |
|        | N-VA              | 5               | 6               | 10        | 4       | 5              | 1                 | 31     |
|        | Open Vld          | 1               | 2               | 2         | 1       | 3              | 0                 | 9      |
|        | PVDA              | 1               | 2               | 4         | 1       | 1              | 0                 | 9      |
|        | Team Fouad Ahidar | 0               | 0               | 0         | 0       | 0              | 1                 | 1      |
|        | Vlaams Belang     | 6               | 7               | 8         | 5       | 4              | 1                 | 31     |
|        | Vooruit           | 3               | 5               | 4         | 2       | 3              | 1                 | 18     |
| Totaal | Totaal            | 21              | 27              | 33        | 16      | 21             | 6                 | 124    |

### Demografie

#### Gender
Van de 124 direct verkozen Vlaams Parlementsleden zijn er 71 mannen (57%) en 53 vrouwen (43%). In de CD&V is er een genderevenwicht, bij Open Vld en PVDA zijn er meer vrouwelijke verkozenen dan mannelijke (in beide gevallen 44% mannen). Het onevenwicht is het grootst bij de eenmansfractie Team Faoud Ahidar, Vlaams Belang (71% mannen), Vooruit (56%) en N-VA (55%). Antwerpen en Vlaams-Brabant vaardigen relatief het meest vrouwelijke volksvertegenwoordigers af, Brussel en Oost-Vlaanderen het minst.

#### Leeftijd
De jongste verkozenen zijn Mercina Claesen (VB, Limburg) en Amina Vandenheuvel (PVDA, Antwerpen), die beiden 22 jaar zijn bij hun verkiezing. Claesen is de jongste vrouwelijke verkozene ooit.

## Lijst van volksvertegenwoordigers
| Volksvertegenwoordiger   | Fractie           | Kieskring         | Opmerkingen |
| ------------------------ | ----------------- | ----------------- | --- |
| Inge Brocken             | N-VA              | Oost-Vlaanderen   | Vervangt vanaf 2 juli 2024 Lieven Dehandschutter, die beslist om niet te zetelen. |
| Jurgen Callaerts         | N-VA              | Antwerpen         | Vervangt vanaf 2 oktober 2024 Annick De Ridder, minister in de Vlaamse regering. |
| Mieke Claes              | N-VA              | Limburg           | Vervangt vanaf 2 oktober 2024 Zuhal Demir, minister in de Vlaamse regering. |
| Arnout Coel              | N-VA              | Vlaams-Brabant    | |
| Koen Daniëls             | N-VA              | Oost-Vlaanderen   | Secretaris tot 8 januari 2025. |
| Gijs Degrande            | N-VA              | West-Vlaanderen   | |
| Manu Diericx             | N-VA              | Oost-Vlaanderen   | Vervangt vanaf 2 oktober 2024 Matthias Diependaele, minister in de Vlaamse regering. |
| Koen Dillen              | N-VA              | Antwerpen         | |
| Karolien Grosemans       | N-VA              | Limburg           | Secretaris vanaf 8 januari 2025. |
| Andries Gryffroy         | N-VA              | Oost-Vlaanderen   | |
| Marc Hendrickx           | N-VA              | Antwerpen         | Vervangt vanaf 12 maart 2025 Els van Doesburg, die ontslag nam om zich toe te leggen op haar functie als waarnemend burgemeester van de stad Antwerpen. |
| An Hermans               | N-VA              | Antwerpen         | Vervangt vanaf 5 februari 2025 Jan Jambon, die minister in de federale regering-De Wever wordt. |
| Liesbeth Homans          | N-VA              | Antwerpen         | Van 2 juli 2024 tot 8 januari 2025 parlementsvoorzitter. Sinds 8 januari 2025 ondervoorzitter. |
| Katrien Houtmeyers       | N-VA              | Vlaams-Brabant    | |
| Sofie Joosen             | N-VA              | Antwerpen         | |
| Sander Loones            | N-VA              | West-Vlaanderen   | Voorzitter van de commissie Algemeen Beleid, Financiën, Begroting, Justitie en Onroerend Erfgoed |
| Bert Maertens            | N-VA              | West-Vlaanderen   | Ondervoorzitter vanaf 8 januari 2025. |
| Philippe Muyters         | N-VA              | Antwerpen         | Voorzitter van de N-VA-fractie. |
| Freya Perdaens           | N-VA              | Antwerpen         | |
| Andy Pieters             | N-VA              | Limburg           | Vervangt vanaf 2 juli 2024 Jan Peumans, die beslist om niet te zetelen. Pieters is voorzitter van de commissie Economie, Werk, Sociale Economie, Wetenschap en Innovatie. |
| Tomas Roggeman           | N-VA              | Oost-Vlaanderen   | |
| Eva Ryde                 | N-VA              | West-Vlaanderen   | |
| Tom Seurs                | N-VA              | Limburg           | |
| Sarah Smeyers            | N-VA              | Oost-Vlaanderen   | |
| Nadia Sminate            | N-VA              | Vlaams-Brabant    | Ondervoorzitter tot 8 januari 2025. |
| Ine Tombeur              | N-VA              | Vlaams-Brabant    | |
| Hans Vanhoof             | N-VA              | Vlaams-Brabant    | Vervangt vanaf 2 oktober 2024 Ben Weyts, minister in de Vlaamse regering. |
| Sanne Van Looy           | N-VA              | Antwerpen         | |
| Paul Van Miert           | N-VA              | Antwerpen         | Voorzitter van de commissie Mobiliteit en Openbare Werken. |
| Karl Vanlouwe            | N-VA              | Brussel-Hoofdstad | |
| Griet Vanryckegem        | N-VA              | West-Vlaanderen   | |
| Michiel Awouters         | Vlaams Belang     | Limburg           | |
| Roosmarijn Beckers       | Vlaams Belang     | Limburg           | |
| Adeline Blancquaert      | Vlaams Belang     | Oost-Vlaanderen   | |
| Filip Brusselmans        | Vlaams Belang     | Oost-Vlaanderen   | Ondervoorzitter. |
| Yves Buysse              | Vlaams Belang     | West-Vlaanderen   | |
| Bart Claes               | Vlaams Belang     | Antwerpen         | Voorzitter van de commissie Onderwijs. |
| Mercina Claesen          | Vlaams Belang     | Limburg           | |
| Immanuel De Reuse        | Vlaams Belang     | West-Vlaanderen   | |
| Johan Deckmyn            | Vlaams Belang     | Oost-Vlaanderen   | |
| Dries Devillé            | Vlaams Belang     | Antwerpen         | |
| Filip Dewinter           | Vlaams Belang     | Antwerpen         | Secretaris. |
| Guy D'haeseleer          | Vlaams Belang     | Oost-Vlaanderen   | Secretaris tot 10 december 2024. |
| Frédéric Erens           | Vlaams Belang     | Vlaams-Brabant    | |
| Chris Janssens           | Vlaams Belang     | Limburg           | Voorzitter van de Vlaams Belang-fractie. |
| Jan Laeremans            | Vlaams Belang     | Vlaams-Brabant    | |
| Tom Lamont               | Vlaams Belang     | West-Vlaanderen   | |
| Dominiek Lootens-Stael   | Vlaams Belang     | Brussel-Hoofdstad | |
| Ilse Malfroot            | Vlaams Belang     | Oost-Vlaanderen   | |
| Leo Pieters              | Vlaams Belang     | Limburg           | |
| Carmen Ryheul            | Vlaams Belang     | West-Vlaanderen   | |
| Stefaan Sintobin         | Vlaams Belang     | West-Vlaanderen   | Voorzitter van de commissie Welzijn, Volksgezondheid, Gezin, Armoedebestrijding en Gelijke Kansen. |
| Kristof Slagmulder       | Vlaams Belang     | Oost-Vlaanderen   | |
| Klaas Slootmans          | Vlaams Belang     | Vlaams-Brabant    | |
| Els Sterckx              | Vlaams Belang     | Antwerpen         | |
| Sarah T'Joens            | Vlaams Belang     | West-Vlaanderen   | |
| Freija Van den Driessche | Vlaams Belang     | Oost-Vlaanderen   | |
| Anke Van dermeersch      | Vlaams Belang     | Antwerpen         | |
| Tom Van Grieken          | Vlaams Belang     | Antwerpen         | Secretaris vanaf 11 december 2024. |
| Bart Van Opstal          | Vlaams Belang     | Antwerpen         | Voorzitter van de commissie Cultuur, Jeugd, Sport en Media. |
| Wim Verheyden            | Vlaams Belang     | Antwerpen         | |
| Suzy Wouters             | Vlaams Belang     | Vlaams-Brabant    | |
| Hannes Anaf              | Vooruit           | Antwerpen         | Ondervoorzitter tot 8 januari 2025. |
| Simon Bekaert            | Vooruit           | West-Vlaanderen   | Vervangt vanaf 8 januari 2025 Pablo Annys, die zich toelegt op zijn mandaat als schepen in Brugge. |
| Hans Bonte               | Vooruit           | Vlaams-Brabant    | Voorzitter van de commissie Wonen, Toerisme, Energie en Klimaat vanaf 19 maart 2025. |
| Kurt De Loor             | Vooruit           | Oost-Vlaanderen   | |
| Hiba Faraji              | Vooruit           | Antwerpen         | Vervangt vanaf 6 november 2024 Thijs Verbeurgt, die kabinetschef werd op het kabinet van Vlaams viceminister-president Melissa Depraetere. Verbeurgt zelf verving eerder van 2 tot 30 oktober 2024 Caroline Gennez, die was aangesteld tot minister in de Vlaamse regering, en van 4 juli tot 30 september 2024 Gennez toen zij ontslagnemend minister was in de federale regering. Verbeurgt was van 2 oktober tot aan zijn ontslag als Vlaams Parlementslid op 30 oktober 2024 voorzitter van de Vooruit-fractie. |
| Hannelore Goeman         | Vooruit           | Brussel-Hoofdstad | Tot 2 oktober 2024 voorzitter van de Vooruit-fractie. |
| Nawal Maghroud           | Vooruit           | West-Vlaanderen   | |
| Els Robeyns              | Vooruit           | Limburg           | |
| Conner Rousseau          | Vooruit           | Oost-Vlaanderen   | |
| Katia Segers             | Vooruit           | Vlaams-Brabant    | Voorzitter van de commissie Brussel, Vlaamse Rand en Dierenwelzijn. |
| Frederik Sioen           | Vooruit           | Oost-Vlaanderen   | |
| Freya Van den Bossche    | Vooruit           | Oost-Vlaanderen   | Parlementsvoorzitter vanaf 8 januari 2025. |
| Stephanie Vanden Eede    | Vooruit           | Antwerpen         | Vervangt vanaf 8 januari 2025 Karim Bachar, die zich toelegt op zijn mandaat als schepen in Antwerpen. |
| Tina Van Havere          | Vooruit           | Oost-Vlaanderen   | Vervangt vanaf 12 maart 2025 Burak Nalli, die ontslag nam om zich toe te leggen op zijn functie als schepen van Gent. |
| Kelly Van Tendeloo       | Vooruit           | Antwerpen         | |
| Kris Verduyckt           | Vooruit           | Limburg           | Vanaf 6 november 2024 voorzitter van de Vooruit-fractie. |
| Bieke Verlinden          | Vooruit           | Vlaams-Brabant    | |
| Gianna Werbrouck         | Vooruit           | West-Vlaanderen   | Vervangt vanaf 19 maart 2025 Maxim Veys, die ontslag nam om zich toe te leggen op zijn functie als schepen van Kortrijk. Veys was tot 18 maart 2025 voorzitter van de commissie Wonen, Toerisme, Energie en Klimaat. |
| Robrecht Bothuyne        | CD&V              | Oost-Vlaanderen   | |
| Gilles Bultinck          | CD&V              | Antwerpen         | |
| An Christiaens           | CD&V              | Limburg           | |
| Kris Declercq            | CD&V              | West-Vlaanderen   | Vervangt vanaf 2 oktober 2024 Hilde Crevits, minister in de Vlaamse regering. |
| Nicole de Moor           | CD&V              | Oost-Vlaanderen   | Werd vanwege haar functie als ontslagnemend staatssecretaris in de federale regering-De Croo van 4 juli tot 4 december 2024 vervangen door Stijn De Roo en van 4 december 2024 tot 3 februari 2025 door Lien Van Dooren. |
| Stijn De Roo             | CD&V              | Oost-Vlaanderen   | Vervangt vanaf 4 december 2024 Joke Schauvliege, die gedeputeerde van de provincie Oost-Vlaanderen wordt. Schauvliege was tot 2 december 2024 ondervoorzitter van het Vlaams Parlement. Eerder verving De Roo van 4 juli tot 4 december 2024 Nicole de Moor, ontslagnemend staatssecretaris in de federale regering. |
| Bart Dochy               | CD&V              | West-Vlaanderen   | Voorzitter van de commissie Landbouw, Visserij en Plattelandsbeleid. |
| Sofie Mertens            | CD&V              | Limburg           | Vervangt vanaf 2 oktober 2024 Jo Brouns, minister in de Vlaamse regering. |
| Katrien Partyka          | CD&V              | Vlaams-Brabant    | |
| Kris Poelaert            | CD&V              | Vlaams-Brabant    | |
| Katrien Schryvers        | CD&V              | Antwerpen         | Vanaf 2 december 2024 ondervoorzitter. |
| Mien Van Olmen           | CD&V              | Antwerpen         | |
| Peter Van Rompuy         | CD&V              | Vlaams-Brabant    | Voorzitter van de CD&V-fractie. |
| Toon Vandeurzen          | CD&V              | Limburg           | |
| Loes Vandromme           | CD&V              | West-Vlaanderen   | |
| Brecht Warnez            | CD&V              | West-Vlaanderen   | |
| Eva De Bleeker           | Open Vld          | Vlaams-Brabant    | |
| Stephanie D'Hose         | Open Vld          | Oost-Vlaanderen   | |
| Egbert Lachaert          | Open Vld          | Oost-Vlaanderen   | Sinds 23 oktober 2024 voorzitter van de Open Vld-fractie. |
| Tom Ongena               | Open Vld          | Antwerpen         | Tot 23 oktober 2024 voorzitter van de Open Vld-fractie. |
| Lydia Peeters            | Open Vld          | Limburg           | Voorzitter van de commissie Leefmilieu, Natuur en Ruimtelijke Ordening. |
| Jasper Pillen            | Open Vld          | West-Vlaanderen   | |
| Gwendolyn Rutten         | Open Vld          | Vlaams-Brabant    | |
| Maurits Vande Reyde      | Open Vld          | Vlaams-Brabant    | Zetelt vanaf 28 april 2025 als onafhankelijke. |
| Marianne Verhaert        | Open Vld          | Antwerpen         | |
| Debby Burssens           | PVDA              | Oost-Vlaanderen   | |
| Gaby Colebunders         | PVDA              | Limburg           | |
| Jos D'Haese              | PVDA              | Antwerpen         | Voorzitter van de PVDA-fractie. |
| Line De Witte            | PVDA              | Vlaams-Brabant    | |
| Raf Van Gestel           | PVDA              | Antwerpen         | Voorzitter van de commissie Binnenlands Bestuur en Inburgering. |
| Lise Vandecasteele       | PVDA              | Antwerpen         | |
| Ilona Vandenberghe       | PVDA              | West-Vlaanderen   | |
| Amina Vandenheuvel       | PVDA              | Antwerpen         | |
| Onno Vandewalle          | PVDA              | Oost-Vlaanderen   | |
| Fourat Ben Chikha        | Groen             | Oost-Vlaanderen   | |
| Kim Buyst                | Groen             | Antwerpen         | |
| Aimen Horch              | Groen             | Vlaams-Brabant    | |
| Bram Jaques              | Groen             | Brussel-Hoofdstad | |
| Nadia Naji               | Groen             | Brussel-Hoofdstad | |
| Eva Platteau             | Groen             | Vlaams-Brabant    | |
| Mieke Schauvliege        | Groen             | Oost-Vlaanderen   | Voorzitter van de Groen-fractie. |
| Bogdan Vanden Berghe     | Groen             | Antwerpen         | Voorzitter van de commissie Buitenlands Beleid, Europese Aangelegenheden en Internationale Samenwerking. |
| Jeremie Vaneeckhout      | Groen             | West-Vlaanderen   | |
| M'Hamed Kasmi            | Team Fouad Ahidar | Brussel-Hoofdstad | |

## Bestuur
Het bestuur van het Vlaams parlement bestaat uit een voorzitter, een bureau en een uitgebreid bureau.
Het bureau bestaat uit de voorzitter, de ondervoorzitters en de secretarissen. In het uitgebreid bureau zetelen ook de fractievoorzitters.

### Voorzitters
- Liesbeth Homans (N-VA), voorzitter, op 8 januari 2025 vervangen door Freya Van den Bossche (Vooruit)
- Filip Brusselmans (Vlaams Belang), eerste ondervoorzitter, op 8 januari 2025 vervangen door Liesbeth Homans (N-VA)
- Hannes Anaf (Vooruit), tweede ondervoorzitter, op 8 januari 2025 vervangen door Filip Brusselmans (Vlaams Belang)
- Joke Schauvliege (CD&V), derde ondervoorzitter, op 2 december 2024 vervangen door Katrien Schryvers (CD&V)
- Nadia Sminate (N-VA), vierde ondervoorzitter, op 8 januari 2025 vervangen door Bert Maertens (N-VA)

### Secretarissen
- Koen Daniëls (N-VA), op 8 januari 2025 vervangen door Karolien Grosemans (N-VA)
- Filip Dewinter (Vlaams Belang)
- Guy D'haeseleer, op 11 december 2024 vervangen door Tom Van Grieken (Vlaams Belang)

### Fractievoorzitters
- Philippe Muyters (N-VA)
- Chris Janssens (Vlaams Belang)
- Hannelore Goeman, op 2 oktober 2024 vervangen door Thijs Verbeurgt, op zijn beurt op 6 november 2024 vervangen door Kris Verduyckt (Vooruit)
- Peter Van Rompuy (CD&V)
- Tom Ongena, op 23 oktober 2024 vervangen door Egbert Lachaert (Open Vld)
- Jos D'Haese (PVDA)
- Mieke Schauvliege (Groen)

## Commissie
| Commissie                                                                   | Voorzitter                       | Bevoegde minister(s) |
| --------------------------------------------------------------------------- | -------------------------------- | --- |
| Algemeen Beleid, Financiën, Begroting, Justitie en Onroerend Erfgoed        | Sander Loones (N-VA)             | Matthias Diependaele (N-VA) voor Algemeen Beleid; Ben Weyts (N-VA) voor Financiën, Begroting en Onroerend Erfgoed; Zuhal Demir (N-VA) voor Justitie       |
| Binnenlands Bestuur en Inburgering                                          | Raf Van Gestel (PVDA)            | Hilde Crevits (CD&V) |
| Brussel, Vlaamse Rand en Dierenwelzijn                                      | Katia Segers (Vooruit)           | Cieltje Van Achter (N-VA) voor Brussel; Ben Weyts (N-VA) voor de Vlaamse Rand en Dierenwelzijn                                                            |
| Buitenlands Beleid, Europese Aangelegenheden en Internationale Samenwerking | Bogdan Vanden Berghe (Groen)     | Matthias Diependaele (N-VA) |
| Cultuur, Jeugd, Sport en Media                                              | Bart Van Opstal (Vlaams Belang)  | Caroline Gennez (Vooruit) voor Cultuur; Melissa Depraetere (Vooruit) voor Jeugd; Annick De Ridder (N-VA) voor Sport; Cieltje Van Achter (N-VA) voor Media |
| Economie, Werk, Sociale Economie, Wetenschap en Innovatie                   | Andy Pieters (N-VA)              | Matthias Diependaele (N-VA) voor Economie, Wetenschap en Innovatie; Zuhal Demir (N-VA) voor Werk; Hilde Crevits (CD&V) voor Sociale Economie              |
| Landbouw, Visserij en Plattelandsbeleid                                     | Bart Dochy (CD&V)                | Jo Brouns (CD&V) voor Landbouw; Hilde Crevits (CD&V) voor Visserij en Plattelandsbeleid                                                                   |
| Leefmilieu, Natuur en Ruimtelijke Ordening                                  | Lydia Peeters (Open Vld)         | Jo Brouns (CD&V) |
| Mobiliteit en Openbare Werken                                               | Paul Van Miert (N-VA)            | Annick De Ridder (N-VA) |
| Onderwijs                                                                   | Bart Claes (VB)                  | Zuhal Demir (N-VA) |
| Welzijn, Volksgezondheid, Gezin, Armoedebestrijding en Gelijke Kansen       | Stefaan Sintobin (Vlaams Belang) | Caroline Gennez (Vooruit) |
| Wonen, Toerisme, Energie en Klimaat                                         | Maxim Veys (Vooruit)             | Melissa Depraetere (Vooruit) |